# اسپرس زیبا
اسپرس زیبا (نام علمی: Onobrychis pulchella) نام یک گونه از سرده اسپرس است.